# Puss (tidskrift)
Puss var en svensk undergroundtidning. Den utgavs från januari 1968 till 1974. Grundare var Lars Hillersberg.
Inspirerad av radikala satiriska tidskrifter som exempelvis Siné Massacre i Frankrike och Simplicissimus i Tyskland grundade Lars Hillersberg tidningen PUSS tillsammans med bland andra Carl Johan De Geer, Lena Svedberg och Ulf Rahmberg. Bland de medverkande i tidningen märktes bland andra Karin Frostenson, Sonja Åkesson och Lars Forssell.
I början utkom PUSS var fjortonde dag, men med tiden blev utgåvorna allt glesare. Det sista och tjugofjärde numret av tidningen utkom 1974.
Hillersberg utgav år 1993 ett specialnummer av PUSS. Det publicerades i form av en katalog till en separatutställning han hade på Midsommargården på Telefonplan i Stockholm.